# هایاتو اوکاموتو
هایاتو اوکاموتو (ژاپنی: 岡元 勇人؛ زادهٔ ۱۶ اکتبر ۱۹۷۴) یک بازیکن فوتبال اهل ژاپن است.
از باشگاه‌هایی که در آن بازی کرده‌است می‌توان به باشگاه فوتبال توکیو اشاره کرد.